# Roseville (Califórnia)
Roseville é uma cidade localizada no estado americano da Califórnia, no condado de Placer. Foi incorporada em 10 de abril de 1909.

## Geografia
De acordo com o United States Census Bureau, a cidade tem uma área de 93,8 km², onde todos os 93,8 km² estão cobertos por terra.

### Localidades na vizinhança
O diagrama seguinte representa as localidades num raio de 16 km ao redor de Roseville.

## Demografia
Segundo o censo nacional de 2010, a sua população é de 118 788 habitantes e sua densidade populacional é de 1 266,27 hab/km². É a cidade mais populosa do condado de Placer. Possui 47 757 residências, que resulta em uma densidade de 509,09 residências/km².